# Castagni e fattoria al Jas de Bouffan (Cézanne Mosca)
Castagni e fattoria del Jas de Bouffan è un dipinto a olio su tela (72x91 cm) realizzato nel 1886 circa dal pittore francese Paul Cézanne.
È conservato nel Museo Puškin di Mosca.
È raffigurata la residenza della famiglia Cézanne, dove spesso trascorse le vacanze.